# Biển San Hô

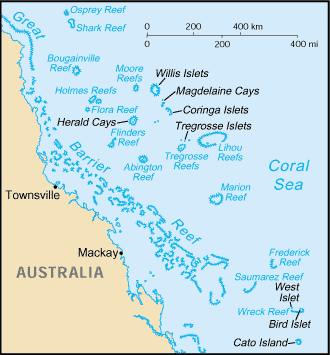
Bản đồ Quần đảo biển San hô

Biển San Hô là một biển ven lục địa ở ngoài bờ đông bắc Úc. Ranh giới về phía tây của biển này là bờ phía đông của bang Queensland, do đó biển này gồm cả Rạn san hô Great Barrier, ranh giới phía đông là Vanuatu (trước kia tên là New Hebrides) và Nouvelle-Calédonie, ranh giới phía bắc ở khoảng cực nam của Quần đảo Solomon. phía nam của biển này là Biển Tasman.
Trong khi Rạn san hô Great Barrier cùng với các đảo của nó thuộc về bang Queensland, thì phần lớn các vỉa san hô và các đảo nhỏ ở phía đông của biển này thuộc về Lãnh thổ Quần đảo Biển San hô (Coral Sea Islands Territory). Thêm vào đó, về mặt địa lý, một số đảo ở phía tây và thuộc về Nouvelle Calédonie cũng là thành phần của Quần đảo Biển San hô, như Quần đảo Chesterfield và Bellona Reefs.
Vũng Biển San hô được hình thành từ khoảng 58 - 48 triệu năm trước vì thềm lục địa Queensland nâng lên, tạo thành dãy núi Great Dividing Range, và cùng lúc đó, các khối lục địa lún xuống.
Về mặt sinh thái học, Biển San hô là nguồn cung cấp san hô quan trọng cho Rạn san hô Great Barrier, cả trong lúc hình thành và sau khi mức biển thấp xuống.

## Lịch sử
Biển San hô là nơi diễn ra các cuộc hải chiến quan trọng giữa Hải quân Úc, Hải quân Đế quốc Nhật Bản và Hải quân Hoa Kỳ trong thời Thế Chiến thứ Hai.

## Xem thêm

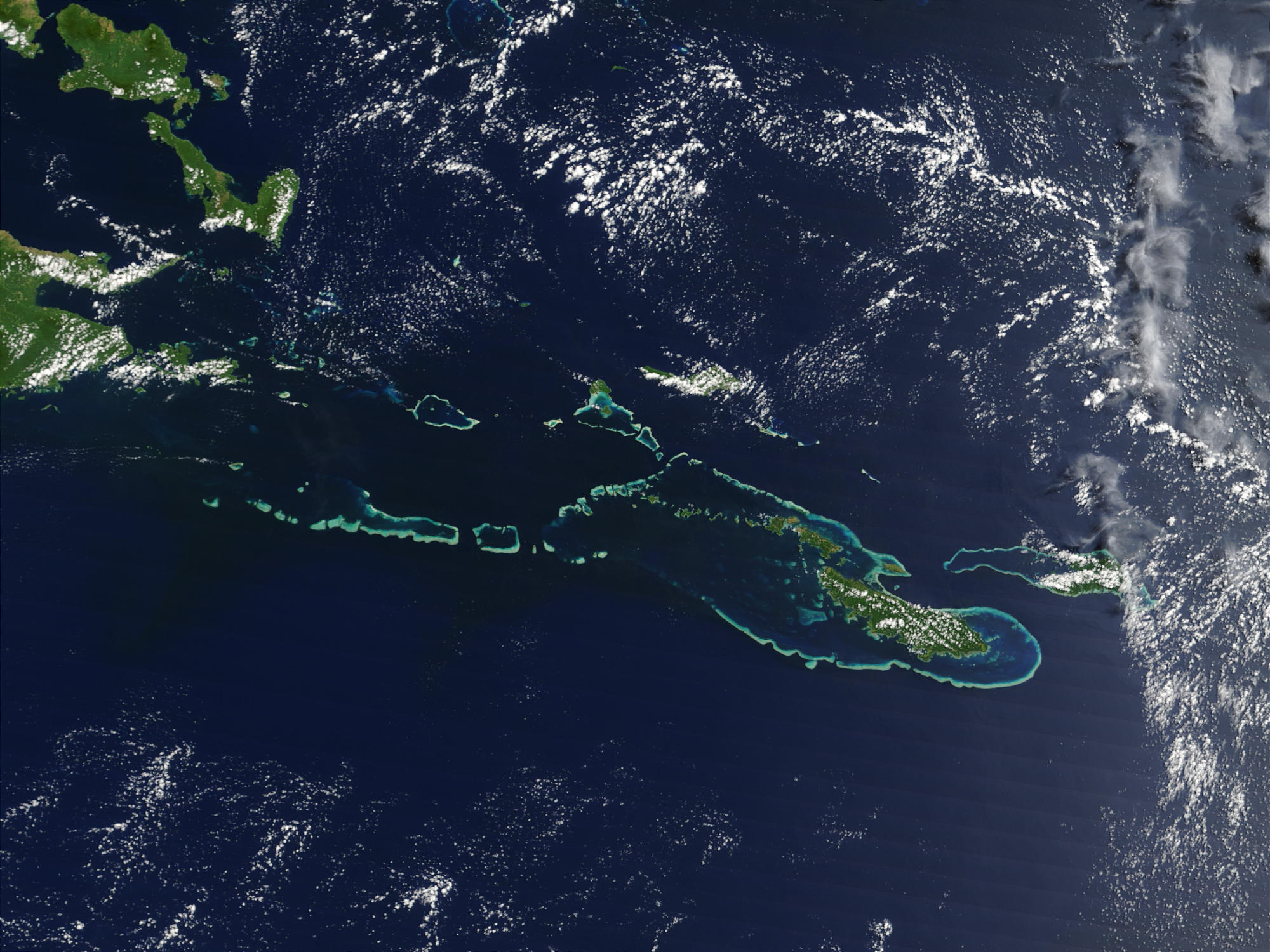
A satellite image of the Louisiade Archipelago and the northern Coral Sea.